# Jüdischer Friedhof (Cuxhaven)

Friedhof 2007

Der Jüdische Friedhof Cuxhaven ist ein jüdischer Friedhof in der Stadt Cuxhaven im niedersächsischen Landkreis Cuxhaven. 
Der 865 m² große Friedhof, der sich im Forst Brockeswald befindet, wurde von 1754 bis 1955 belegt. Auf ihm sind 61 Grabsteine vorhanden. Seit 1933 wurde er mehrfach geschändet.